# Laser Mégajoule
 (juin 2016).

Le projet Laser Mégajoule, ou LMJ, est un des principaux éléments du programme militaire français Simulation, destiné à assurer la pérennité de la dissuasion nucléaire de la France après l'arrêt définitif des essais nucléaires en conditions réelles. Il est installé au sein du Centre d'études scientifiques et techniques d'Aquitaine (Cesta), dans la commune du Barp (Gironde).

## Historique
L'entrée en service initialement prévue en octobre 2011 a été reportée à 2014 à la suite d'économies budgétaires. Le LMJ est finalement inauguré le 23 octobre 2014. Cependant la totalité des faisceaux lasers ne sont pas encore disponibles pour les expériences LMJ et continuent d'être installés.
La première expérience a eu lieu le 2 décembre 2014 avec huit faisceaux. En 2015, il est prévu d'effectuer entre 50 et 100 tirs par an. Par la suite, le régime de « croisière » est envisagé à 200 par an, dont 20 % seront destinés à la recherche civile. En 2017, les tirs passent à seize faisceaux et cette année marque la première expérience LMJ/PETAL destinée à la recherche académique. En octobre 2019, la première expérience de fusion est réalisée avec 48 faisceaux. En 2020, 80 faisceaux étaient montés.

## Présentation générale
Le Laser Mégajoule (LMJ) est l'un des projets de laser les plus énergétiques du monde, mené par la Direction des applications militaires du Commissariat à l'Énergie atomique et aux Énergies alternatives (CEA) français. Cette Direction avait dans le passé disposé d'un autre laser, Phébus, en service de 1985 à 1999 dans son centre de Limeil-Brévannes.
Le chantier est commencé en 2002 et la mise en service, initialement prévue pour la fin de l'année 2011, a été reportée à 2013, puis 2014. Le bâtiment fait 300 m de long, 150 m de large et 35 m de hauteur hors sol. Un prototype du LMJ, la Ligne d'Intégration Laser était déjà fonctionnel.
L'objectif est de pouvoir déposer une énergie de 1,8 MJ sur une cible minuscule, grâce à 176 faisceaux convergents, mais dans un laps de temps relativement long par rapport à d'autres dispositifs (ce qui explique que l'on batte des records d'énergie et pas de puissance). Par comparaison, le laser Phébus ne disposait que de deux faisceaux, et délivrait une énergie de l'ordre de 10 à 20 kJ.
La cible est composée de 0,40 mg de deutérium et de 0,60 mg de tritium et la quantité d'énergie apportée sera suffisante pour provoquer la fusion nucléaire de ces deux isotopes d'hydrogène. Ces expérimentations sont réalisées afin de pouvoir étudier et valider les simulations des processus physiques mis en œuvre dans l'étape finale du fonctionnement d'une arme nucléaire, et font partie du programme Simulation mis en place par le CEA pour développer et pérenniser les armes de la force de dissuasion.
Le 29 novembre 2006, la sphère de 140 t, à l'intérieur de laquelle auront lieu notamment des opérations de fusion thermonucléaire, a été installée à son emplacement définitif, au cœur du hall d'expériences qui occupe le centre de l'édifice.
Le LMJ a été mis en service fin 2014, avec huit faisceaux, c'est-à-dire une énergie théorique de 60 kJ, à comparer aux 1 800 kJ du projet initial.
En octobre 2019, la direction des applications militaires du CEA a réalisé la première expérience de fusion nucléaire au laser mégajoule. Quarante-huit faisceaux laser ont été mis en œuvre simultanément pendant trois milliardièmes de seconde sur une micro-cible pour réussir la première expérience de fusion nucléaire au laser mégajoules. Cette micro-cible était composée d'une cavité en or contenant une bille remplie de deutérium. Le laser chauffe les parois en or qui se détendent en émettant un rayonnement X. En absorbant ce rayonnement les couches externes de la bille chauffent et se détendent à leur tour ce qui entraîne la compression brutale du deutérium par contre-réaction .

## Quelques chiffres
Les spécifications initiales sont les suivantes : le bâtiment mesure plus de 300 m et abrite les 22 chaînes lasers de huit faisceaux chacune, soit 176 faisceaux qui convergent vers une cible de 2,4 mm de diamètre après avoir traversé 4 320 plaques de verre. Chacune des chaînes lasers mesure 125 m. Le hall d'expérience abrite une sphère de 10 m de diamètre, pesant 140 t et percée de 112 ouvertures permettant de positionner 52 instruments de mesure (spectres lumineux, neutrons, températures, densités, etc.) et de laisser passer les 176 faisceaux (par groupe de 4).
La précision des faisceaux devra être de 50 µm. La cible pourra atteindre une température de 100 à 200 millions de kelvins et une pression de l'ordre de 1 Tbar

### Un coût six fois plus élevé que prévu
En 1995, le coût du projet était évalué à six milliards de francs (1,2 milliard d'euros). Puis en 2002, un rapport du Sénat annonce un coût global de cinq milliards d’euros, le coût est en hausse. En 2005, on annonce 5,5 milliards d’euros, en 2008, 6,4 milliards d’euros, et en 2009, 6,6 milliards d’euros. Ces dérapages budgétaires ont eu lieu malgré la diminution à 176, au lieu de 240, du nombre de lasers initialement prévus sur le LMJ (qui représente à lui seul la moitié des coûts).
En 2014, le coût du projet dépasse les sept milliards d'euros.

## Principe de fonctionnement

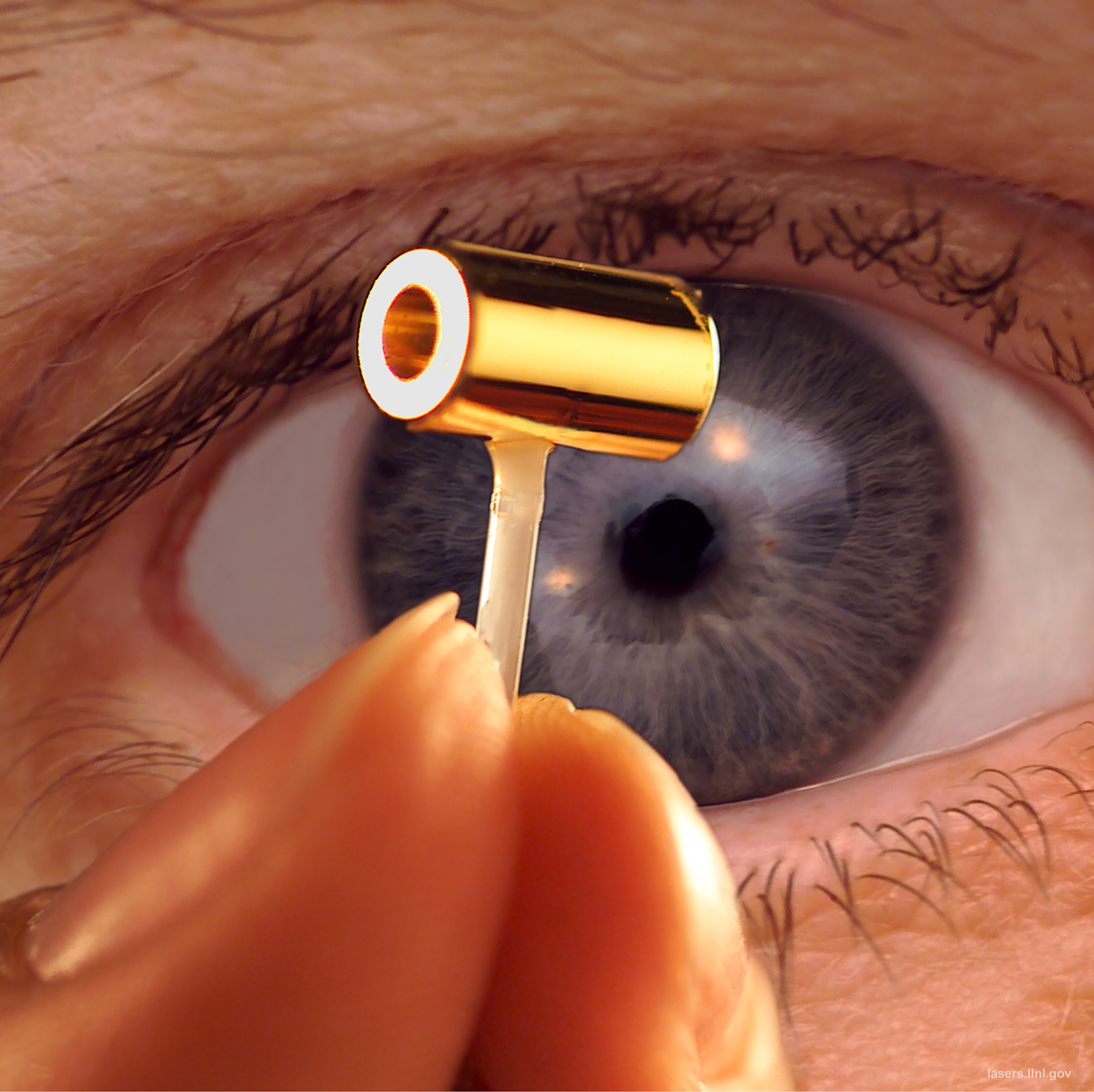
Hohlraum en or utilisé comme cible dans le National Ignition Facility, similaire à celui utilisé dans le Laser Mégajoule.

Le Laser Mégajoule utilise la technique du confinement inertiel par laser pour amorcer une réaction de fusion nucléaire au sein d'une capsule de combustible de fusion (généralement deutérium et tritium). Il présente cependant certaines caractéristiques particulières :
- la longueur d'onde des lasers est convertie en cours de parcours grâce à des cristaux de KDP (dihydrogénophosphate de potassium) de 1 053 nm (proche infrarouge) à 351 nm (proche ultraviolet), ce qui permet d'obtenir une concentration d'énergie plus efficace sur la cible (ce qui fut démontré dans les années 1980)[réf. nécessaire]. Les cristaux permettent de convertir 50 % de l'énergie laser dans l'harmonique de niveau 3, grâce à un couplage non linéaire d'ondes[14] ;
- la technique utilisée est dite d'attaque indirecte : c'est une cavité métallique, généralement en or (« hohlraum »), entourant la capsule de combustible, qui sert de cible aux faisceaux laser ; l'énergie calorifique ainsi déposée entraîne la création d'un rayonnement X, le but recherché étant de chauffer la capsule de façon plus homogène que si elle était irradiée directement par les lasers. Pour cela, les impulsions lasers durent 20 ns (avec un maximum de puissance pendant 3 à 5 ns), avec une précision de synchronisation de 15 ps et un point focal de 600 × 1 200 µm.

Ces deux opérations entraînant des pertes de rendement importantes, l'énergie effectivement reçue par la capsule de combustible est nettement inférieure aux 1,8 MJ d'énergie nominale déclarée.

### Pilote
Le pilote est le premier élément de la chaîne laser, il doit :
- créer l'impulsion laser initiale ;
- la mettre en forme spatialement (forme carrée de 40 × 40 mm) ;
- la préamplifier jusqu'à un niveau d'énergie de l'ordre de 1 J ;
- la lisser temporellement (sur quelques nanosecondes) ;
- synchroniser tous les faisceaux entre eux.

### Section amplificatrice
La section amplificatrice doit amplifier l'énergie de l'impulsion laser pour atteindre 15 à 20 kJ. Pour cela, l'impulsion parcourt quatre fois la chaîne amplificatrice (18 plaques de verres dopés au néodyme, pompées par flashs). Cela améliore le rendement total du dispositif car il réduit les dimensions du système.

### Transport et conversion en fréquence
Chaque faisceau laser parcourt 40 m, est dévié par six miroirs et passe à travers des cristaux de KDP afin d'être converti en ultraviolet. Il passe ensuite par un réseau optique afin d'enlever le résidu de lumière à la fréquence fondamentale et son harmonique de niveau 2, puis est focalisé sur la cible.

### Chambre d'expériences
La chambre d'expériences est une sphère de 10 m de diamètre pesant 140 t. La paroi de la sphère est  constituée d'aluminium sur 10 cm d'épaisseur et est recouverte de 40 cm de béton boré (afin de protéger le personnel et les instruments). Elle est sous une pression de l'ordre du millionième de bar, est équipée de nombreux instruments et contient la cible.

### Cible
Lors des expériences, il y aura principalement deux types de cibles :
- l'ensemble microballe plus container sera utilisé pour des expériences de fusion par confinement inertiel. Dans ce cas, la microballe sera composée d'un mélange deutérium-tritium (DT) solidifié pesant 300 µg et mesurant 2,4 mm. Elle sera entourée d'un container en or de 10 mm qui permettra une attaque indirecte ;
- dans les autres cas, la cible sera de forme variée (d'un point de vue géométrique et des matériaux) pour étudier le comportement des matériaux dans des conditions extrêmes[14].

## Objectifs
Le Laser Mégajoule a été conçu pour valider les simulations d'essais nucléaires, cependant il va profiter à de nombreux domaines tels que :
- la production d'énergie par fusion : tout comme le projet ITER, un des buts du LMJ est de parvenir à produire de l'énergie grâce à la fusion. Cependant la méthode employée est la fusion par confinement inertiel à allumage rapide (et non par confinement magnétique). Pour cela, le LMJ devra comprimer une cible DT durant quelques nanosecondes, et un laser picoseconde supplémentaire allumera la réaction de fusion en générant une impulsion de 3 kJ. Ce laser à impulsion courte est dénommé « Petal » (Pétawatt Aquitaine Laser) ;
- l'astrophysique expérimentale, pour laquelle les lasers à haute énergie permettent de recréer des environnements extrêmes tels que des plasmas similaires à ceux présents à l'intérieur d'étoiles ou de planètes :

« En raison de leurs capacités à concentrer rapidement une énergie élevée dans un petit volume de matière, les lasers du LMJ sont en mesure d’exercer des pressions comparables à celles qui règnent à l’intérieur des planètes, offrant ainsi la possibilité de les étudier dans ces conditions extrêmes »  – Jean-Pierre Chièze, astrophysicien du CEA à Saclay. En effet, ces lasers sont capables d'accélérer des plasmas à plusieurs kilomètres par seconde, permettant de modéliser des phénomènes tels que les supernovas ;
- la recherche médicale : les lasers à hautes énergie peuvent arracher des électrons en traversant un gaz, entrainant avec eux des ions et des protons. Ces particules sont utiles en protonthérapie car elles seraient susceptibles de traiter plus efficacement les tumeurs cancéreuses.

## Opposants

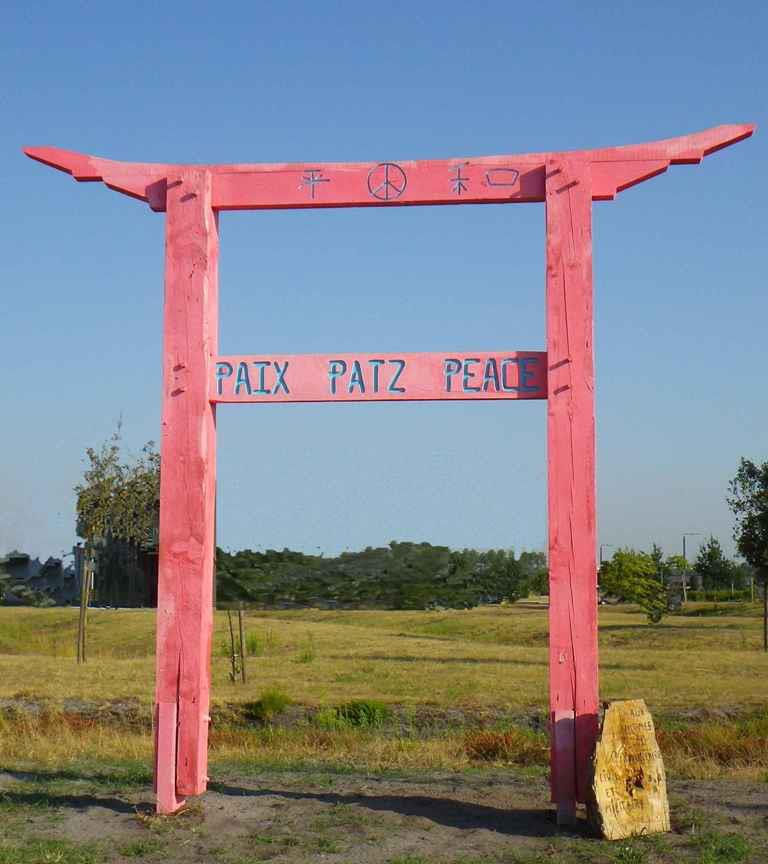
Torii, symbole de paix japonais érigé devant le site du Laser Mégajoule.

Les mouvements pacifiste et antinucléaire s'opposent à la construction du Laser Mégajoule ou, pour certains, demandent à ce qu'il soit « civilisé », c'est-à-dire exclusivement consacré à la recherche civile et non à la mise au point d'armes nucléaires. Une association a été créée, Négajoule.
Le 31 mars 1996, plus de trois mille personnes manifestent devant le site nucléaire du Cesta pour « un XXIe siècle sans armes nucléaires, contre les essais réels ou simulés ».[réf. nécessaire]
À la fin de 2011, l'association pacifiste Négajoule est créée à la suite de la marche citoyenne du 6 août 2011 du Barp au Laser Mégajoule afin de célébrer le 66e anniversaire des bombardements d'Hiroshima et de Nagasaki. L'évènement a regroupé des militants du collectif Anti-Nuke-léaire, de la coordination antinucléaire du Sud-Ouest et des associations Écologie Val de Leyre, Non au missile M51, Tchernoblaye et Stop Golfech[réf. nécessaire].
Le 6 août 2012, les pacifistes de l'association Négajoule érigent un portique rouge dans le site du Laser mégajoule, inspiré des torii japonais, qui représente la lutte de militants anti-nucléaire contre le projet de Laser mégajoule. Le monument en pin rose porte le mot Paix en français, japonais, anglais et gascon. Il était entouré de deux Ginkgo biloba, seule espèce végétale à avoir résisté aux radiations lors des bombardements atomiques d'Hiroshima et Nagasaki.
En mars 2013, les services du conseil général ont enlevé le torii.
Le 27 septembre 2014, le torii a été réimplanté devant le laser. Dans la nuit du 4 au 5 novembre 2014, le torii a été vandalisé à la tronçonneuse. Une nouvelle plainte est déposée pour profanation de mémorial au nom du collectif Mégastop au Mégajoule.